# Chrysler 70
La 70 è un'autovettura mid-size prodotta dalla Chrysler dal 1927 al 1932. Dal 1928 il modello fu rinominato Chrysler 72, mentre nel 1930 il nome cambiò in Chrysler 70/II.

## Storia
La vettura era dotata di un motore a valvole laterali e sei cilindri in linea da 3.582 cm³ di cilindrata che sviluppava 68 CV di potenza. Il propulsore era anteriore, mentre la trazione era posteriore. Il cambio era a tre rapporti mentre la frizione era monodisco a secco. I freni erano idraulici sulle quattro ruote.
Nel 1928, in occasione del primo cambio di nome, il corpo vettura fu rivisto e venne introdotto un nuovo motore da 4.078 ³ e 85 CV. Di Chrysler 70 ne furono prodotti 48.254 esemplari, mentre di Chrysler 72  ·  ne vennero assemblati 23.293 unità. Nel 1930, in occasione del secondo cambio di nome, la potenza del propulsore fu aumentata a 75 CV e venne introdotto un cambio a quattro rapporti. In seguito la cilindrata venne incrementata a 4.398 cm³. Nel 1931 i cambiamenti furono minimi. Di 70/II ne vennero realizzati 18.733 esemplari.